# کارآگاه حقیقی
کارآگاه حقیقی (به انگلیسی: True Detective) نام یک مجموعهٔ تلویزیونی آنتولوژی جنایی آمریکایی ساختهٔ نیک پیزولاتو است که از شبکهٔ اچ‌بی‌او پخش می‌شود. فصل اول سریال، شاهد نقش‌آفرینی بازیگرانی چون متیو مک‌کانهی، وودی هارلسون، میشل موناهن و مایکل پاتس است.
فصل اول این سریال در چند خط زمانی اتفاق می‌افتد و بر روی تحقیقات دو پلیس برای یافتن قاتلی سریالی که دست به‌جنایت‌هایی زده، طی مدت ۱۷ سال متمرکز است. فصل اول از ۲۴ ژانویه ۲۰۱۴ آغاز شد و در ۹ مارس ۲۰۱۴ به اتمام رسید و شامل ۸ قسمت بود. فصل دوم نیز به تعداد ۸ قسمت از ۲۱ ژوئن ۲۰۱۵ شروع به پخش شد.
داستان فصل دوم در کالیفرنیا اتفاق می‌افتد و دربارهٔ همکاری سه افسر پلیس از سه اداره پلیس مختلف است که پس از پیدا کردن جسد فردی در کنار یک بزرگراه، به دنبال جنایاتی هستند که تبدیل به یک تجارت شده است. در این فصل بازیگرانی همچون کالین فارل، ریچل مک‌آدامز، تیلور کیچ، کلی رایلی و وینس وان ایفای نقش می‌کنند.
فصل سوم با هنرنمایی ماهرشالا علی، کارمن اجوگو، استیون درف، اسکوت مک‌نری، ری فیشر و میمی گامر در منطقه اوزارکس و در سه دوره زمانی مجزا به وقوع می‌پیوندد که دو کارآگاه پلیس ایالتی مسئول تحقیق پرونده‌ای وحشتناک دربارهٔ مفقودالاثر شدن دو کودک هستند. فصل سوم متشکل از هشت قسمت، از ۱۳ ژانویه ۲۰۱۹ پخش شد.
فصل چهارم، با نام کارآگاه حقیقی: سرزمین شب با بازی جودی فاستر و کالی ریس، در سال ۲۰۲۴ پخش شد. وقایع این فصل در آلاسکا اتفاق می‌افتد و تحقیقات دربارهٔ ناپدید شدن ناگهانی یک تیم هشت نفره از یک ایستگاه تحقیقاتی را به تصویر می‌کشد. ایسا لوپز به عنوان نویسنده و کارگردان این فصل حضور دارد. این نخستین باری است که نیک پیزولاتو نه به عنوان نویسنده و نه به عنوان شورانر در یک فصل این سریال نقشی ندارد. البته پیزولاتو همچنان به عنوان تهیه‌کننده اجرایی این فصل حضور دارد.
این سریال در فصل اول با نظرات مثبت و تحسین منتقدان روبرو شد؛ مجلهٔ آتلانتیک سریال کارآگاه حقیقی را «بهترین مجموعه تلویزیونی» خواند و متاکریتیک به این مجموعه، لقب «تحسین جهانی» داد. این سریال به سبک آنتولوژی ساخته شده است، بدین معنا که در انتهای هر فصل، داستان خاتمه یافته و فصل بعد با داستانی متفاوت و تیم بازیگری جدید ساخته خواهد شد. شرکت اچ‌بی‌او در ژوئن ۲۰۱۴ فصل اول این سریال را به شکل دی‌وی‌دی و بلو–ری برای کاربران خانگی عرضه کرد که علاوه بر ۸ اپیزود اصلی مجموعه شامل حذفیات، مصاحبه با بازیگران اصلی و تی بون برنت، آهنگساز این فیلم است.
اچ‌بی‌او تأیید کرده است که فصل پنجم، با بازگشت لوپز به عنوان شورانر، هم‌اکنون در مراحل توسعه قرار دارد. انتخاب بازیگران و فیلمبرداری در سال ۲۰۲۵ انجام خواهد شد. تاریخ پخش برنامه‌ریزی شده برای این فصل سال ۲۰۲۷ است.

## ساخت

### توسعه
پیش از توسعهٔ کارآگاه حقیقی، نیک پیزولاتو یک پروفسور ادبیات در دانشگاه شیکاگو، دانشگاه کارولینای شمالی در چپل هیل و دانشگاه دیپاو بود. وی همچنین تحقیقاتی در خصوص داستان‌نویسی داشت و در دوران فارغ‌التحصیلی‌اش در دانشگاه آرکانزاس به این کار علاقه پیدا کرده‌بود. نخستین اثر منتشرشدهٔ او یک مجموعهٔ داستان‌های کوتاه به نام میان اینجا و دریای زرد بود که در سال ۲۰۰۶ منتشر شد. او اولین رمانش با عنوان گالوستن را چهار سال بعد منتشر کرد و تقریباً در همان زمان مشغول آماده‌سازی خود برای ورود به صنعت تلویزیون شد.
با قطعی شدن پروژهٔ ساخت کارآگاه حقیقی به عنوان ادامه‌ای بر گالوستن، پیزولاتو ضبط تصویری این پروژه را مناسب‌تر یافت. پیزولاتو رمان را به دو شبکهٔ تلویزیونی فروخت و به محض بستن قرارداد در مه ۲۰۱۰، شش فیلم‌نامهٔ پیش‌نویس، از جمله فیلم‌نامهٔ قسمت خلبان، را در ۹۰ صفحه نوشت. او به فاصلهٔ کوتاهی بعد از جدایی‌اش از گروه نویسندگان کشتن در سال ۲۰۱۱ و با پشتیبانی انانیمس کانتنت، فیلم‌نامهٔ دیگری نوشت. آخرین نسخه، که به ۵۰۰ صفحه می‌رسید، بدون کمک گروه نویسندگان نوشته شد. پیزولاتو تا کنون قرارداد توسعه‌ای با اچ‌بی‌او امضا کرده و تا آوریل ۲۰۱۲، این شبکه سفارش هشت قسمت از کارآگاه حقیقی را داده است. با توجه به ماهیت آنتولوژی این مجموعه، هر فصل شامل بازیگران، شخصیت‌ها و داستان‌های متفاوتی در دوره‌های زمانی و مکان‌های مختلف است.
ایسا لوپز، کارگردان و نویسنده، هنگام آماده‌سازی فصل ۴ با عنوان فرعی سرزمین شب، تصمیم گرفت تا «قرینه‌ای تاریک» از فصل اول بسازد: «جایی که کارآگاه واقعی یک مرد است پوشیده از عرق است، سرزمین شب سرد، تاریک و زن است».
در فوریه ۲۰۲۴ پس از پایان فصل چهارم، اچ‌بی‌او سریال را برای فصل پنجم با ابقای لوپز در نقش کارگردان و نویسنده تمدید کرد. فصل پنجم که وقایع آن در منطقه خلیج جامائیکا در شهر نیویورک رخ می‌دهد، قرار است در سال ۲۰۲۵ فیلمبرداری‌اش آغاز شده و در سال ۲۰۲۷ پخش شود.

### فیلم‌برداری
مکان اولیهٔ تصویربرداری اصلی فصل اول کارآگاه حقیقی، آرکانزاس بود؛ اما پیزولاتو بعدتر تصمیم به انجام فیلم‌برداری در لوئیزیانا، که به دلیل برنامه تشویقی کاهش مالیات فیلم، ارزان‌تر بود، گرفت. مراحل تولید ۱۰۰ روز متوالی طول کشید و هر قسمت روی فیلم ۳۵ میلی‌متری ضبط شد. گروه فیلم‌برداری، صحنه‌هایی که باید در محیط‌های بیرونی فیلم‌برداری می‌شدند را در ست‌های طراحی‌شده، مثل یک مزرعه نیشکر بیرون از ایراث، و مکان‌های طبیعی مثل فورت ماکمب، قلعه‌ای از قرن نوزدهم میلادی که بیرون نیواورلئان قرار دارد، ضبط کرد.
کالیفرنیا محل انتخاب‌شده برای ضبط فصل دوم کارآگاه حقیقی بود. تهیه‌کنندگان روی اجتناب از فیلم‌برداری در لس آنجلس اصرار داشتند و می‌خواستند که روی مناطق گمنام‌تری که «محیط روانشناسانهٔ خاصی را دربرگیرند» تمرکز شود. تولید این فصل در نوامبر ۲۰۱۴ آغاز شد.

### تیتراژ
پاتریک کلیر مدیر نوآوری این سریال است و تیتراژهای سریال با مدیریت او ساخته می‌شدند. این تیتراژها در گروهی متشکل از سه استودیوی الاستیک متعلق به سنتا مونیکا در کالیفرنیا و آنتی‌بادی و بریدر در استرالیا و با همکاری سه استودیو ساخته می‌شدند. برای فصل اول، کلیر و گروهش مجموعهٔ متنوعی از تصاویر مناظر لوئیزیانا جمع‌آوری کردند که ستون فقرات تیتراژ را تشکیل می‌داد. آنان با استفاده از انیمیشن‌های مختلف و شیوه‌های اجرای جلوه‌های ویژه، این تصاویر را به حالت لو پولی درآوردند. این مرحله از تولید نیازمند دقت زیادی بود، زیرا آن‌ها قصد رایانه‌ای جلوه‌دادن تیتراژ را نداشتند. پس از انجام آخرین ویرایش‌ها، گروه با استفاده از شیوه‌هایی مثل تاری حرکتی، به تمیزکاری تیتراژ پرداخت. موسیقی تیتراژ فصل اول کارآگاه حقیقی، «دور از هر جاده» نام دارد، آهنگی در سبک آلترنیتیو کانتری بود که در اصل توسط د هندسام فمیلی و برای آلبوم سال ۲۰۰۳ این گروه، با نام سینگینگ بونز، ساخته شده‌بود. سیدنی مورنینگ هرالد تیتراژ فصل اول را در فهرست ده تیتراژ برتر تلویزیونی گنجانده است.
کلیر رویکرد مشابهی نسبت به ساخت تیتراژ فصل دوم کارآگاه حقیقی داشت. در مراحل تولید از تصاویر چندین عکاس، از جمله تصاویر هوایی که توسط دیوید مایسل ضبط شده‌بود، استفاده شد. با این وجود، برخلاف فصل اول، در تیتراژ فصل دوم از رنگ‌های طلایی و سرخ غلیظ و زنده استفاده شده‌بود و در نتیجه «چشم‌انداز پیچیده‌تری از کالیفرنیا» پدید آمد. آهنگ «بی‌خیال» از لئونارد کوهن، موسیقی تیتراژ فصل دوم است که از آلبوم سال ۲۰۱۴ کوهن با نام مشکلات عامه‌پسند انتخاب شده است. متن موسیقی با هر قسمت تغییر کرده و از اشعار مختلفی از موسیقی‌های کوهن استفاده می‌کند.
برای فصل چهارم، سرزمین شب، یک تیتراژ جدید به استودیوی پیتر اندرسون مستقر در لندن سفارش داده شد. این تیتراژ از آهنگ بیلی آیلیش به نام به‌خاک‌سپردن یک دوست، که به نقل از عیسی لوپز مجری برنامه تأثیر عمده‌ای بر نمایش داشت، استفاده می‌کند. از آنجایی که فصل چهارم به دنبال تمایز بصری خود از فصل‌های پیشین بود، اندرسون ترجیح داد از تصاویر روی هم قرارگرفته استفاده نکند. در عوض کارکنان استودیو به ایسلند فرستاده شدند تا تیتراژ را با استفاده از تزئینات صحنه و محیط آب و هوایی مشابه خود نمایش از ابتدا فیلمبرداری کنند. اگرچه صحنه‌های خاصی از تیتراژ شامل جلوه‌های ویژه بود (مانند آخرین شات از ماشین پارک شده روی یخ دریا) و سکانس‌های زیر آب در یک مخرن آب فیلم‌برداری شدند، اما بیشتر صحنه‌های تیتراژ واقعی بودند. این به اندرسون اجازه داد تا پیچش داستانی را به صورت مینیاتوری در بطن تیتراژ بازسازی کند.

## بازیگران

### فصل ۱

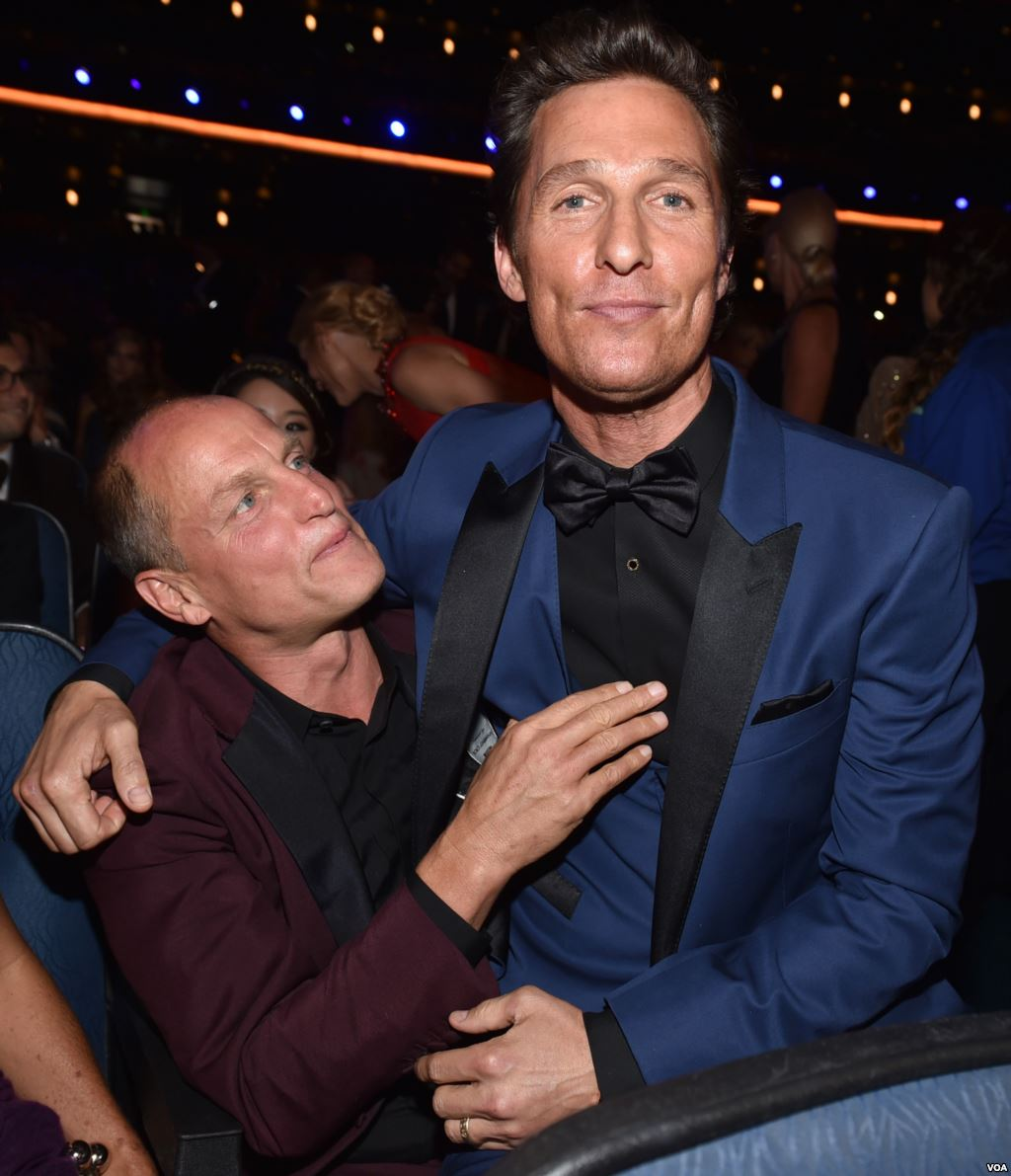
هارلسون (چپ) و مک‌کانهی (راست) در شصت و ششمین جوایز امی ساعات پربیننده

نخستین بازیگری که برای بازی در کارآگاه حقیقی انتخاب شد، متیو مک‌کانهی بود که نقش کارآگاه راستین «راست» کول را ایفا کرد. مک‌کانهی به دلیل عملکردش در فیلمی دلهره‌آور در سال ۲۰۱۱ با نام وکیل لینکلن موردتوجه پیزولاتو قرار گرفت و پیش از سفارش سریال توسط اچ‌بی‌او، برای حضور در سریال قرارداد بست. او و وودی هارلسون جزو افرادی بودند که پیزولاتو برای ایفای نقش اصلی فیلم در نظر داشت. با وجود این که ابتدا نام شخصیت اصلی فیلم کارآگاه مارتین «مارتی» هارت بود، مک‌کانهی بعدتر پیزولاتو را قانع کرد تا بتواند از نام کول استفاده کند. در عوض، با درخواست مک‌کانهی قرار شد هارلسون ایفای نقش هارت را بر عهده بگیرد. میشل موناهن نقش مگی هارت، شخصیت اصلی زن، را ایفا کرد و مایکل پاتس و توری کیتلز به ترتیب نقش کارآگاهان ماینارد گیلبو و توماس پاپانیا را بر عهده داشتند. بیشترین حضور شخصیت‌ها در فصل اول متعلق به کوین دان در نقش سرگرد کن کوسادا و الکساندرا داداریو در نقش لیسا تراگنتی بود.
کری فوکوناگا به عنوان کارگردان فصل اول کارآگاه حقیقی انتخاب شد. گزینه دیگر برای این نقش، الخاندرو گونسالس اینیاریتو بود، اما اینیاریتو به دلیل مسئولیت در پروژه‌های دیگر حذف شد. برای کسب آمادگی، فوکوناگا با یکی از کارآگاهان حوزه قتل در بخش تحقیقات جنایی پلیس ایالتی لوئیزیانا پژوهش‌هایی انجام داد. این کارگردان آدام آرکاپا را به عنوان فیلم‌بردار پروژه استخدام کرد و الکس دی‌گرلاندو، که در فیلم شکوه‌در دریا اثر بن زایتلین با او همکاری داشت، را در نقش طراح تولید فیلم قرار داد.

### فصل ۲

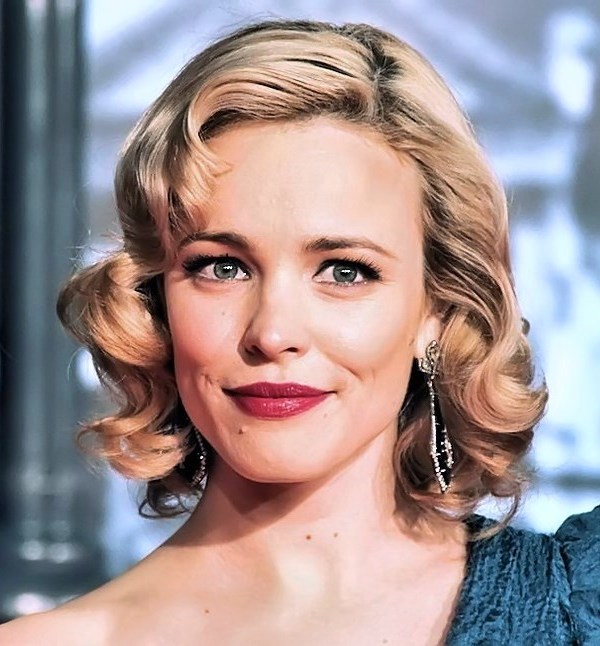
ریچل مک‌آدامز، یکی از نقش‌های اصلی فصل دوم

در ژانویه ۲۰۱۴، پیزولاتو قراردادش با اچ‌بی‌او را دو سال تمدید کرد و با این کار، باعث تمدید سریال برای دو فصل دیگر شد. مشابه فصل اول، فصل دوم کارآگاه حقیقی هم شامل هشت قسمت است که همگی آن‌ها توسط پیزولاتو نوشته شده‌اند. با این وجود، مسئولیت کارگردانی بر عهده چندین نفر گذاشته شد؛ جاستین لین دو قسمت نخست را کارگردانی کرد. فوکوناگا، که تمام فصل اول را کارگردانی کرده‌بود، نقشی در کارگردانی فصل دوم بر عهده نداشت و در این فصل، همچون مک‌کانهی و هارلسون، تهیه‌کننده اجرایی سریال بود. پیزولاتو اسکات لسر، یک رمان‌نویس، را برای یاری در توسعه و نوشتن داستان‌های نیمه دوم این فصل استخدام کرد.
نخستین بازیگر مهم این فصل، کالین فارل بود که نقش کارآگاه ریموند «ری» ولکورو را بازی می‌کرد. وینس وان، که نقش یک مجرم و کارآفرین با نام فرانک سمیون را بر عهده داشت، در پایان همان ماه رسماً استخدام شد. تا ماه نوامبر، ریچل مک‌آدامز در نقش کارآگاه آنتیگان «آنی» بزرایدس، تیلور کیچ در نقش گشت بزرگراه کالیفرنیا، افسر پال وودرا و کلی رایلی در نقش جردن سمیون، همسر فرانک، بازیگران اصلی اضافه‌شده به کارآگاه حقیقی در این فصل بودند.

### فصل ۳

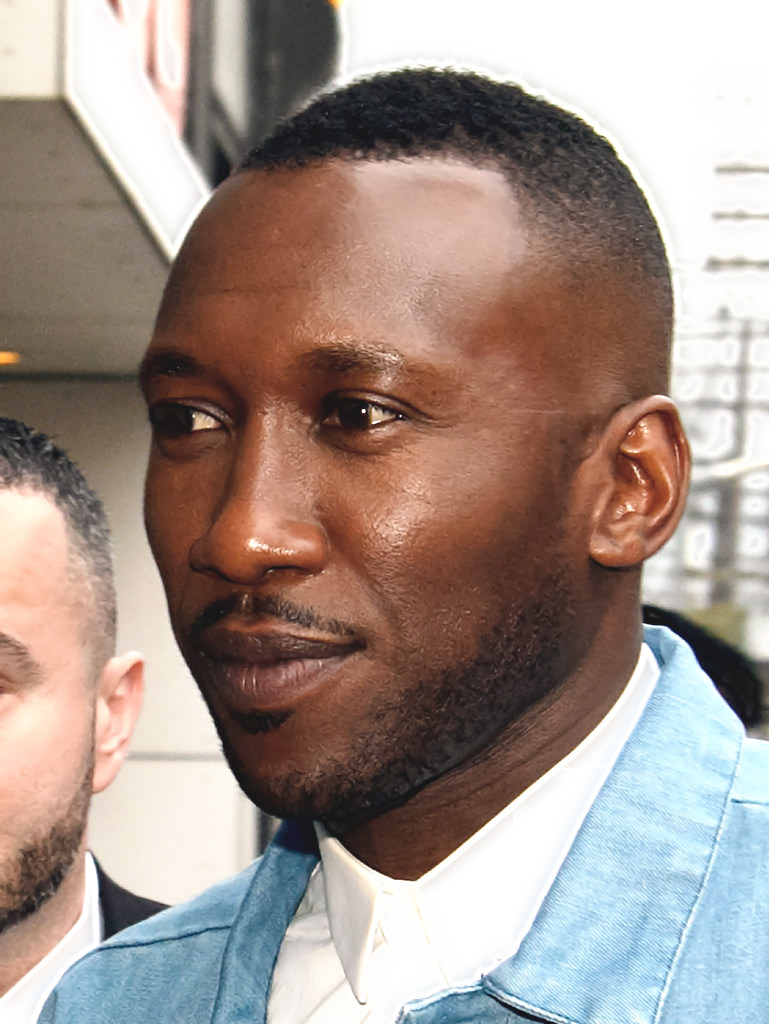
ماهرشالا علی بازی در نقش شخصیت اصلی فصل سوم را بر عهده داشت.

در اوت ۲۰۱۷، اچ‌بی‌او رسماً مجوز ساخت فصل سوم، که در اوزارکس و در سه دوره زمانی متفاوت رخ می‌دهد، را صادر کرد. دو قسمت نخست این فصل توسط جرمی سالنی‌یر کارگردانی شد و انتظار می‌رفت که کارگردانی قسمت سوم هم بر عهده او باشد، اما با توجه به تعارض برنامه‌ریزی‌هایش مجبور به خروج از این پروژه شد. در مارس ۲۰۱۸، اعلام شد که دنیل ساکهایم به پروژه اضافه شده و ممکن است کارگردانی شش قسمت باقی‌مانده بر عهده او و پیزولاتو باشد. به جز قسمت‌های چهارم و ششم، که پیزولاتو آن‌ها را به ترتیب با همکاری دیوید میلچ و گراهام گوردی نوشت، نوشتن دیگر قسمت‌ها فقط بر عهده پیزولاتو بود. ماهرشالا علی در نقش شخصیت اصلی سریال، وین هایز، یکی از کارآگاهان پلیس ایالتی شمال‌غرب آرکانزاس، بازی کرد. ری فیشر نقش فرزند وین، هنری هایز، را بر عهده داشت؛ کارمن اجوگو در نقش آملیا ریردون، یک معلم مدرسه در آرکانزاس که با دو کودک گم‌شده در سال ۱۹۸۰ ارتباط دارد، ظاهر شد؛ استیون درف نقش رونالد وست، یکی از کارآگاهان ایالت آرکانزاس، را بازی کرد؛ اسکوت مک‌نری در نقش تام پارسل، پدر کودکان گم‌شده، قرار گرفت و میمی گامر هم نقش لوسی پارسل، مادر کودکان گم‌شده، را ایفا کرد.

### فصل ۴

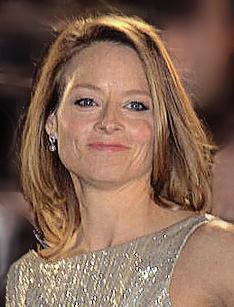
جودی فاستر، ستاره اصلی فصل چهارم

در مارس ۲۰۲۲، گزارش شد که فصل چهارم کارآگاه حقیقی در حال ساخت است. ایسا لوپز وظیفه نوشتن یک قسمت آزمایشی را بر عهده گرفت و و بری جنکینز به عنوان تهیه‌کننده اجرایی مشغول به کار شد. قرار شد اگر پروژه مورد تأیید اچ‌بی‌او قرار گیرد، لوپز کارگردانی قسمت آزمایشی را انجام دهد. در می ۲۰۲۲، گزارش شد که جودی فاستر در فصل چهارم نقش اصلی را بازی خواهد کرد. وقایع این فصل، با عنوان فرعی سرزمین شب، در آلاسکا رخ می‌دهد و خط داستانی کارآگاهان لیز دانورز (جودی فاستر) و اوانجلین ناوارو (کالی ریس) را دنبال می‌کند که در حال بررسی پرونده ناپدید شدن مرموزانه هشت مرد از یک ایستگاه تحقیقاتی هستند. در ژوئن ۲۰۲۲، اچ‌بی‌او به‌طور رسمی ساخت فصل چهارم را تأیید کرد. کالی ریس برای نقش اصلی اوانجلین ناوارو انتخاب شد، نقشی که در ابتدا به عنوان یک شخصیت لاتین در نظر گرفته شده بود. این فصل در ایسلند و با بودجه تخمینی ۶۰ میلیون دلار فیلمبرداری شد. در سپتامبر ۲۰۲۲، جان هاکس، کریستوفر اکلستون، فیونا شاو، فین بنت و آنا لمبه به گروه بازیگران پیوستند. نام بازیگران بیشتری در اکتبر ۲۰۲۲ اعلام شد، از جمله آکا نیویانا، ایزابلا استار لابلانک و جوئل دی. مونتگراند، همچنین تأیید شد که که فصل جدید اولین فصلی خواهد بود که پیزولاتو آن را ننوشته است، او وظیفه نویسندگی و کارگردانی این فصل را به ایسا لوپز واگذار کرد. اچ‌بی‌او در ۸ نوامبر ۲۰۲۲ تأیید کرد که روند تولید فصل چهارم آغاز شده است. ماری جو وینکلر به عنوان تهیه‌کننده و ایسا لوپز به عنوان نویسنده و کارگردان، هر دو اعلام کردند که فیلمبرداری در اوایل آوریل ۲۰۲۳ به پایان رسیده است. این فصل برای اولین بار در ۱۴ ژانویه ۲۰۲۴ پخش شد.

## قسمت‌ها
| فصل | قسمت‌ها | قسمت‌ها | تاریخ اصلی روی آنتن رفتن | تاریخ اصلی روی آنتن رفتن |
| فصل | قسمت‌ها | قسمت‌ها | اولین بار                | آخرین بار                |
| --- | ------ | ------ | ------------------------ | ------------------------ |
| ۱   | ۸      | ۸      | ۱۲ ژانویه ۲۰۱۴           | ۹ مارس ۲۰۱۴              |
| ۲   | ۸      | ۸      | ۲۱ ژوئن ۲۰۱۵             | ۹ اوت ۲۰۱۵               |
| ۳   | ۸      | ۸      | ۱۳ ژانویه ۲۰۱۹           | ۲۴ فوریه ۲۰۱۹            |
| ۴   | ۶      | ۶      | ۱۴ ژانویه ۲۰۲۴           | ۱۸ فوریه ۲۰۲۴            |

## بازخوردها

### فصل اول
| فصل | فصل | نمرات         | نمرات       |
| فصل | فصل | راتن تومیتوز  | متاکریتیک   |
| --- | --- | ------------- | ----------- |
|     | ۱   | ۸۷٪ (۶۵ نقد)  | ۸۷ (۴۱ نقد) |
|     | ۲   | ۶۴٪ (۷۲ نقد)  | ۶۱ (۴۱ نقد) |
|     | ۳   | ۸۶٪ (۷۶ نقد)  | ۷۱ (۳۲ نقد) |
|     | ۴   | ۹۲٪ (۲۰۶ نقد) | ۸۱ (۴۶ نقد) |

فصل اول کارآگاه حقیقی با واکنش عمدتاً مثبتی از سوی منتقدان همراه بود و بسیاری آن را جزو یکی از بهترین سریال‌های درام سال دانستند. راتن تومیتوز گزارش کرد که ۸۷٪ منتقدان نظر مثبتی دربارهٔ فصل اول سریال داشته‌اند که این درصد از روی ۶۵ نقد به دست آمده و در مجموع نمره ۸٫۸/۱۰ را نصیب آن می‌کند. جمع‌بندی نظرات منتقدان راتن تومیتوز می‌گوید: «در سریال کارآگاه واقعی، بازی وودی هارلسون و متیو مک‌کانهی، بیننده را میخ‌کوب کرده و سبک فیلم، صحنه‌ها و هدایت اجرای بازیگران روی‌گرداندن از این سریال را بسیار سخت می‌کند.» در متاکریتیک نیز، فصل اول سریال نمره ۸۷ از ۱۰۰ برپایه نظر ۴۱ منتقد دریافت کرد که به معنای «تحسین جهانی» است.
آتلانتیک، دیلی تلگراف و دیلی بیست، کارآگاه حقیقی را قوی‌ترین سریال اخیر توصیف کردند که در یادها خواهد ماند. تیم گودمن از هالیوود ریپورتر نوشت: «اجرای بازیگران، دیالوگ‌ها و ارزش‌های تولیدی سریال به قدری بالاست که آن را تبدیل به اثری با کیفیت کرده است.» منتقد هیت‌فیکس نیز نظر مثبتی دربارهٔ سریال داشت و دربارهٔ آن نوشت: «باید بیشتر دربارهٔ کاری که پیزولاتو انجام داده است صحبت شود. او با فرم و نگاهی جدید نوعی از مجموعه آنتولوژی را خلق کرده است که قطعاً نقطه تغییری برای سریال‌های درام تلویزیون خواهد بود.» ریچارد لاوسن از ونتی فر نوشت: «حساسیت وسواس‌گونه‌ای که پیزولاتو و فوکوناگا در روند تولید داشته‌اند باعث خلق اثری فریبنده در ژانری کهنه شده است.» علی‌رغم نظرات عموماً مثبتی که سریال دریافت کرد، بعضی از منتقدان از جمله مایکل هیل در نیویورک تایمز، کریس کابین در مجله اسلنت و هنک استیوور در واشینگتن پست نسبت به روند کند داستانی و نحوه روایت آن انتقاد کرده و اعلام کردند که کارآگاه حقیقی در دستیابی به هدف جاه‌طلبانه خود شکست خورده است.
از عملکرد تیم بازیگری و خصوصاً اجرای مک‌کانهی و هارلسون بارها به عنوان یکی از مهم‌ترین نقاط مثبت سریال یاد شد. منتقد یواس‌ای تودی نوشت: «علی‌رغم مدت طولانی بعضی از سکانس‌ها، هروقت مک‌کانهی و هارلسون سکانس مشترکی باهم دارند سطح کار بالاتر از فوق‌العاده می‌رود. بازی درخشان این دو نفر را می‌توان دوران طلایی بازی در تلویزیون توصیف کرد.» دیوید ویگند، در سان فرانسیسکو کرونیکل نوشت: «دیالوگ‌ها بسیار پربار، جالب و تحریک‌کننده است که به آن باید احساسات گوتیک‌گونه و ناملایم را نیز افزود. کارگردان فیلم، کری فوکوناگا، از مناظر لوئیزیانا نهایت استفاده را کرد و اهمیتی که این مناظر برایش دارند کمتر از اهمیت دو نقش اصلی داستان، کوهل و هارت نیست. تمامی اجراها عالی است، اما اجرای دو نقش هارلسون و مک‌کانهی به سبک خودشان است.» منتقد لس آنجلس تایمز نیز اجرای مک‌کانهی و هارلسون را ستود و دربارهٔ نوشت: «مک‌کانهی و هارلسون تقریباً تمامی سریال را به مالکیت خود درآورده‌اند.» منتقد بوستون گلوب از بازی میشل موناهن تمجید کرد و نوشت علی‌رغم مدت زمان کم حضورش در سریال توانسته به خوبی خود را نشان دهد. برایان لوری نیز در ورایتی عملکرد بازیگران و خصوصاً اجرای نقش‌های مکمل را ستایش کرد.

### فصل دوم
فصل دوم کارآگاه حقیقی با واکنش متوسطی از سوی منتقدان همراه بود. تیم بازیگری و خصوصاً اجرای فارل، مک‌آدامز، کیچ و وان مورد تحسین قرار گرفتند. منتقدان همچنین فیلم‌برداری و سکانس‌های اکشن سریال را تحسین کردند اما در مجموع معتقد بودند که فصل دوم نسبت به فصل اول ضعیف‌تر است. عمده انتقادات نسبت به طرح داستانی پیچیده و دیالوگ‌ها بود. راتن تومیتوز گزارش کرد که ۶۴٪ منتقدان نظر مثبتی دربارهٔ فصل دوم داشته‌اند که این درصد از روی ۷۲ نقد به دست آمده و در مجموع نمره ۶٫۶/۱۰ را نصیب این فصل سریال می‌کند. جمع‌بندی نظرات منتقدان راتن تومیتوز می‌گوید: «فصل دوم کارآگاه حقیقی خود را به عنوان یک درام پلیسی مستقل قدرتمند نشان می‌دهد که لحظات جالبی نیز دارد و روابط پیچیده انسانی بیشتر از پیچش‌های داستانی قابل پیش‌بینی آن به چشم می‌آید.» در متاکریتیک نیز، فصل دوم سریال نمره ۶۱ از ۱۰۰ را برپایه نظر ۴۱ منتقد دریافت کرد که به معنای «نقدهای عموماً مطلوب» است. این کمترین میانگین نمرات در هردو سایت در میان سه فصل سریال است.
دیوید هینکلی در نیویورک دیلی نیوز نظر بسیاری مثبتی دربارهٔ فصل دوم سریال داشت و نوشت: «کارآگاه حقیقی هنوز هم از نوع سریال‌هایی است که باعث می‌شود تماشاگران عبارتی همچون «عصر طلایی تلویزیون» را درک کنند. فصل دوم این سریال به جای تکرار عناصر فصل اول راه جدیدی را برای رفتن انتخاب کرده است.» هنک استیوور از واشینگتن پست که واکنش منفی نسبت به فصل اول داشت، فصل دوم سریال را بهتر از آن دانست و نوشت: «مثل فصل اول، عملکرد تیم بازیگری در اینجا نیز درخشان است اما هنوز یک ویژگی عصبی‌کننده و غم‌انگیز در کارآگاه حقیقی وجود دارد که باعث می‌شود علی‌رغم سبک مسحورکننده نشود از آن لذت کامل برد. این سریال به خوبی ساخته شده اما به همان اندازه ناقص است.»
برایان لوری از ورایتی نظر متوسطی دربارهٔ فصل دوم داشت و نوشت: «اینگونه احساس می‌شود که نیک پیزولاتو آن روحیه وسواس‌گونه خود در نوشتن فصل اول را در اینجا به کلی از دست داده است. هرچند هنوز هم فصل دوم این سریال قابل تماشا است.» منتقد رولینگ استون نظر منفی دربارهٔ فصل دوم سریال داشت و از آن به عنوان یک «فرصت تلف‌شده» نام برد که پیزولاتو آن را از دست داده است: «از میان کنجکاو برانگیزترین عناوین امسال، فصل دوم کارآگاه حقیقی ناامیدکننده‌ترین آن‌هاست.»

### فصل سوم
فصل سوم کارآگاه حقیقی با استقبال خوبی از سوی منتقدان همراه بود و بسیاری از نظر فرم داستانی، آن را بازگشت به راه اصلی سریال دانستند. اجرای تیم بازیگری و به خصوص عملکرد ماهرشالا علی مورد تحسین منتقدان قرار گرفت. راتن تومیتوز گزارش کرد که ۸۶٪ منتقدان نظر مثبتی دربارهٔ فصل سوم داشته‌اند که این درصد از روی ۷۶ نقد به دست آمده و در مجموع نمره ۷٫۳۹/۱۰ را نصیب این فصل سریال می‌کند. جمع‌بندی نظرات منتقدان راتن تومیتوز می‌گوید: «با رهبری مسحورکننده ماهرشالا علی در نقش اول، فصل سوم کارآگاه حقیقی موفق می‌شود که یک نگاه تازه برای کاوش در حوادث واقعی را کشف کند هرچند برخی از ایده‌های جذاب سریال در فصل‌های قبلی را در این مسیر از دست می‌دهد.» در متاکریتیک نیز، فصل سوم سریال نمره ۷۱ از ۱۰۰ را برپایه نظر ۳۲ منتقد دریافت کرد. متاکریتیک اعلام کرد که نظرات پیرامون فصل سوم «اغلب مثبت» است.

### فصل چهارم
فصل چهارم با استقبال گسترده منتقدان مواجه شد که بیشترین میزان تحسین از فصل اول به بعد بود. در راتن تومیتوز، این فصل بر اساس ۲۰۶ نقد مختلف مورد تأیید ۹۲٪ منتقدان بوده و میانگین امتیاز ۸٫۳/۱۰ از را کسب کرده است. اجماع منتقدان این وب‌سایت می‌گوید: «اتمسفر دلهره‌آور و بازی عالی جودی فاستر و کالی ریس، سرزمین شب را تبدیل به یک تنوع تازه و سرد بین فصل‌های کارآگاه حقیقی می‌کند.» در متاکریتیک، این فصل دارای میانگین امتیاز ۸۱ از ۱۰۰ از میان ۴۶ نقد مختلف است.

### رتبه
| فصل | فصل | شمارهٔ قسمت | شمارهٔ قسمت | شمارهٔ قسمت | شمارهٔ قسمت | شمارهٔ قسمت | شمارهٔ قسمت | شمارهٔ قسمت | شمارهٔ قسمت | میانگین |
| فصل | فصل | ۱          | ۲          | ۳          | ۴          | ۵          | ۶          | ۷          | ۸          | میانگین |
| --- | --- | ---------- | ---------- | ---------- | ---------- | ---------- | ---------- | ---------- | ---------- | ------- |
|     | ۱   | ۲٫۳۳       | ۱٫۶۷       | ۱٫۹۳       | ۱٫۹۹       | ۲٫۲۵       | ۲٫۶۴       | ۲٫۳۴       | ۳٫۵۲       | ۲٫۳۳    |
|     | ۲   | ۳٫۱۷       | ۳٫۰۵       | ۲٫۶۲       | ۲٫۳۶       | ۲٫۴۲       | ۲٫۳۴       | ۲٫۱۸       | ۲٫۷۳       | ۲٫۶۱    |
|     | ۳   | ۱٫۴۴       | ۱٫۱۹       | ۱٫۰۶       | ۱٫۴۵       | ۰٫۸۸       | ۱٫۲۵       | ۱٫۳۲       | ۱٫۳۸       | ۱٫۲۵    |
|     | ۴   | ۰٫۵۶۵      | ۰٫۶۷۸      | ۰٫۶۰۲      | ۰٫۷۲۲      | ۰٫۳۷۱      | ۰٫۹۸۳      | ن/م        | ن/م        | ۰٫۶۵۴   |

فصل اول کارآگاه حقیقی با میانگین ۱۱٫۹ میلیون تماشاگر توانست تبدیل به پرتماشاگرترین سریال اچ‌بی‌او در طول یک سال بشود. این رکورد پیش‌تر با ۱۱٫۴ میلیون تماشاچی در سال ۲۰۰۱ در اختیار مجموعه شش فوت زیر زمین بود. این آمار باتوجه به تعداد تماشاگر سریال در هر پخش اپیزود از یک سریال به دست می‌آید که شامل تماشاگران بازپخش اپیزود نیز می‌شود. هر قسمت از فصل اول کارآگاه حقیقی به‌طور میانگین ۲٫۳۳ میلیون تماشاچی در زمان پخش اصلی داشته است. علی‌رغم افت نسبی در قسمت‌های میانی، سریال به‌طور کلی توانست روند صعودی در جذب تماشاگر داشته باشد. اپیزود تاریکی درخشان طولانی با ۲٫۳ میلیون تماشاچی توانست در رتبه دوم پرتماشاگرترین افتتاحیه سریال شبکه اچ‌بی‌او قرار بگیرد. رتبه اول با ۴٫۸ میلیون تماشاچی در اختیار سریال امپراتوری بوردواک است. شش اپیزود دیگر فصل اول به‌طور میانگین ۲٫۶ میلیون تماشاگر داشت که با پخش قسمت آخر و میانگین ۳٫۵ میلیون تماشاگر توانست رکورد افزایش ۵۰٪ را تجربه کند.
افتتاحیه فصل دوم با ۳٫۲ میلیون تماشاچی موفق شد آمار بینندگان فصل را حفظ کند. البته فصل دوم به مرور با افت تماشاچی مواجه شد. قسمت آخر این فصل ۲٫۷ میلیون بیننده داشت که به معنای ۲۲٪ تماشاگران نسبت به فصل قبل است. البته فصل دوم در آمار مربوط به میانگین تماشاگران از فصل اول رتبه بهتری کسب کرد. هر اپیزود از فصل دوم به‌طور میانگین ۲٫۶۱ میلیون بیننده داشت. تعداد نهایی بینندگان فصل دوم ۱۱٫۳ میلیون نفر اعلام شد.
فصل سوم سریال چه از نظر افتتاحیه و چه از نظر روند کلی، ضعیف‌ترین عملکرد را در میان تمامی فصل‌های سریال داشت. قسمت نخست فصل سوم ۱٫۴۴ میلیون تماشاگر داشت. روند نزولی آمار بینندگان در فصل سوم باعث شد تا قسمت آخر این فصل با ۱٫۳۸ میلیون تماشاگر، کمترین رتبه را در میان اپیزود آخر هر سه فصل به خود اختصاص دهد.

### جوایز

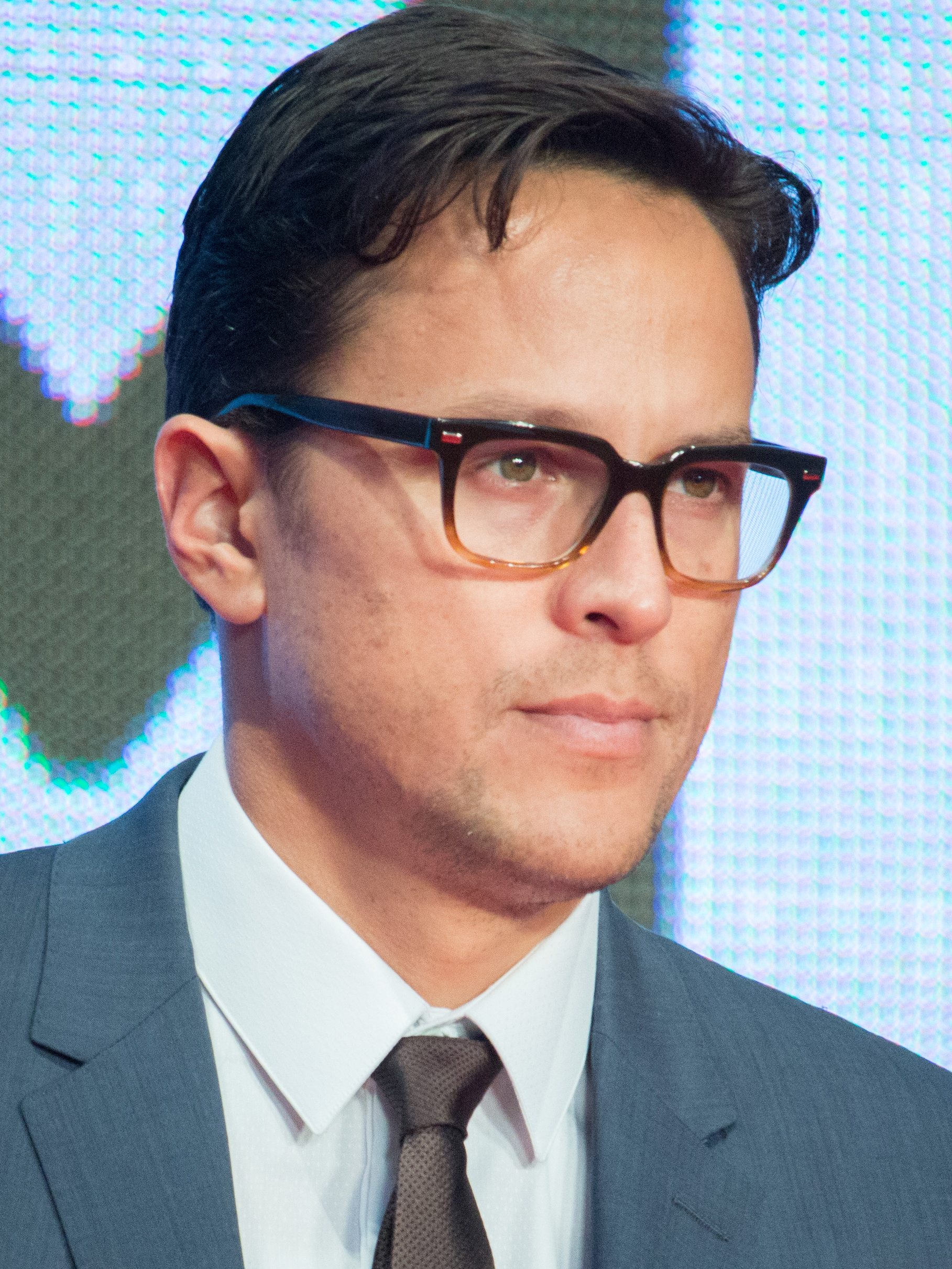
کری فوکوناگا به عنوان کارگردان فصل اول برای عملکرد خود نامزد و برنده چندین جایزه شد.

کارآگاه حقیقی در مجموع سه فصل خود موفق به کسب نامزدی از جشنواره‌ها و مراسم‌های مختلف سینمایی و تلویزیونی در زمینه نویسندگی، کارگردانی و بازیگری شده است. در دوره سی‌ام مراسم جوایز انجمن منتقدان تلویزیون، سریال در چهار رشته نامزد بود که موفق شد دو جایزه بهترین اجرای فردی بازیگر نقش اول مرد در سریال درام (متیو مک‌کانهی) و جایزه دستاورد ویژه را به خود اختصاص بدهد. در چهارمین دوره جوایز حلقه منتقدان تلویزیون سریال در دو رشته بهترین سریال درام و بهترین بازیگر نقش اول مرد برای مک‌کانهی نامزد جایزه شد اما نتوانست هیچ‌کدام را کسب کند. در شصت و ششمین جوایز امی ساعات پربیننده، کارآگاه حقیقی در چهار رشته از جمله بهترین سریال درام نامزد دریافت جایزه بود که در نهایت موفق شد جایزه بهترین کارگردانی مجموعه تلویزیونی درام را کسب کند. کری فوکوناگا برای کارگردانی اپیزود «چه کسی آنجا می‌رود» این جایزه را دریافت کرد.
در دوره شصت‌وششم جوایز امی هنرهای خلاق، سریال موفق به کسب چندین جایزه در زمینه‌های فنی از جمله فیلم‌برداری و گریم شد. کارآگاه حقیقی در دوره شصت‌وهفتم جوایز انجمن نویسندگان آمریکا در دو رشته از جمله بهترین مجموعهٔ تلویزیونی درام جدید نامزد جایزه بود که هردو را دریافت کرد. وودی هارلسون و متیو مک‌کانهی هردو در دوره بیست‌ویکم جوایز انجمن بازیگران در رشته بهترین بازیگر نقش اول مرد سریال درام نامزد کسب جایزه شدند. در هفتاد و دومین مراسم گلدن گلوب، سریال در سه رشته از جمله بهترین مجموعه تلویزیونی کوتاه یا فیلم تلویزیونی نامزد دریافت جایزه شد اما در کسب آن‌ها موفق نبود. در دوره شصت‌وهفتم جوایز کارگردانان آمریکا نیز سریال در رشته بهترین کارگردانی سریال درام برای کری فوکوناگا موفق به کسب نامزدی شد.
فصل چهارم، سرزمین شب، در مجموع نوزده نامزدی در هفتاد و ششمین دوره جوایز ساعت پربیننده امی به دست آورد و به این ترتیب بیشترین تعداد نامزدی بین همه سریال‌های نامزدشده را کسب کرد. جودی فاستر موفق شد برنده جایزه امی ساعات پربیننده برای بهترین بازیگر نقش مکمل مرد و زن در مجموعه تلویزیونی کوتاه یا فیلم تلویزیونی شود و جان هاکس و کالی ریس برای جایزه بهترین بازیگر مرد و زن در مجموعه تلویزیونی کوتاه و ایسا لوپز برای بهترین نویسندگی و کارگردانی نامزد شدند. در چهلمین دوره جوایز انجمن منتقدان تلویزیون، سرزمین شب در بخش دستاوردهای برجسته در درام و دستاوردهای فردی برجسته در درام (برای بازی جودی فاستر) نامزد شد.

## تأثیرات
منبع و منشأ اصلی مجموعه کارآگاه واقعی، برگرفته شده از مجله‌های زرد، خصوصاً مجله‌ای تحت همین عنوان است که در قرن بیستم منتشر می‌شد و البته کمی حالت دلهره‌آور نیز به آن اضافه شد. همچنین تعدادی از جملات این مجموعه از روی کتاب شاه زردپوش، نوشته رابرت چمبرز نوشته شده و حتی بعضی از دیالوگ‌ها مستقیماً از آثار نویسندگانی چون توماس لیگوتی الهام گرفته شده‌اند. نویسنده و خالق اصلی مجموعه کارآگاه واقعی، نیک پیزولاتو طی مصاحبه‌ای با وال‌استریت جورنال خود نیز این‌گونه الهام گرفتن‌های قسمت‌هایی از داستانش را تأیید کرده است.
در همین مقاله بود که پیزولاتو آثار تنی چند از دیگر نویسندگانی چون کارل ادوارد، لرد بارون، جان لنگن و سیمون استرانت‌زاس را برای مطالعه توصیه می‌کند. وی همچنین الهاماتی از فلسفه پوچ‌گرایی را از کتاب‌هایی چون در گرد و خاک این سیاره و بهتر بود که نمی‌بود نیز مطرح کرده است. نویسنده وال استریت ژورنال، مایکل کالیا نیز نظرات و تحلیل‌های خود را در خصوص این الهامات بیان نمود. رابطه کتاب رابرت چمبرز، یعنی شاه زردپوش باعث شد این کتاب جزء ۱۰ کتاب پرفروش ماه فوریه سال ۲۰۱۴ در وبگاه آمازون. کام قرار بگیرد. همچنین در مورد اینکه قسمت‌هایی از داستان و در واقع فلسفه داستان برگرفته شده از آثار نویسندگانی چون آلن مور و گرند مریسون باشد مورد بحث است. کارگردان این مجموعه، فوکوناگا نیز از علاقه خود به آثار کارگردان سینما، دیوید لینچ خبر داد و فرایند فیلم‌برداری مجموعه توئین پیکس را برای خود الهام‌بخش توصیف نمود.

## عرضه برای نمایش خانگی
شرکت اچ‌بی‌او در ژوئن ۲۰۱۴ فصل اول این سریال را به شکل دی‌وی‌دی و بلوری برای کاربران خانگی عرضه کرد. در هردو فرمت، علاوه بر هر هشت قسمت فصل اول، مصاحبه‌های اختصاصی با عوامل و بازیگران فیلم همچون متیو مک‌کانهی، وودی هارلسون و نیک پیزولاتو نیز گنجانده شده. همچنین با آهنگ‌ساز فیلم، تی بون برنت در خصوص مراحل ساخت موسیقی فصل اول، مصاحبه‌هایی انجام شده است. در بستهٔ ارائه شده برای نمایش خانگی، قسمت‌های حذف شده از مجموعه نیز گنجانده شده است.
| فصل | فصل | تاریخ انتشار دی‌وی‌دی | تاریخ انتشار دی‌وی‌دی | تاریخ انتشار دی‌وی‌دی | تاریخ انتشار بلو-ری | تاریخ انتشار بلو-ری | منابع   |
| فصل | فصل | منطقه ۱             | منطقه ۲             | منطقه ۳             | منطقه A             | منطقه B             | منابع   |
| --- | --- | ------------------- | ------------------- | ------------------- | ------------------- | ------------------- | ------- |
|     | ۱   | ۱۰ ژوئن ۲۰۱۴        | ۹ ژوئن ۲۰۱۴         | ۲۵ ژوئن ۲۰۱۴        | ۱۰ ژوئن ۲۰۱۴        | ۹ ژوئن ۲۰۱۴         | [ ۱۲۶ ] |
|     | ۲   | ۵ ژانویه ۲۰۱۶       | ۱۱ ژانویه ۲۰۱۶      | ۶ ژانویه ۲۰۱۶       | ۵ ژانویه ۲۰۱۶       | ۱۱ ژانویه ۲۰۱۶      | [ ۱۲۷ ] |
|     | ۳   | ۳ سپتامبر ۲۰۱۹      | ۲ سپتامبر ۲۰۱۹      | ۴ سپتامبر ۲۰۱۹      | ۳ سپتامبر ۲۰۱۹      | ۲ سپتامبر ۲۰۱۹      | [ ۱۲۸ ] |

## واژه‌نامه
1. ↑  Between Here and the Yellow Sea
2. ↑  Galveston
3. ↑  به دلیل کمبود سرمایه، تلاش‌های قبلی او هیچ‌گاه محقق نشده‌بود.
4. ↑  «تاریکی درخشان طولانی»
5. ↑  Patrick Clair
6. ↑  Elastic
7. ↑  Antibody
8. ↑  Breeder
9. ↑  low poly meshes
10. ↑  Far from Any Road
11. ↑  Nevermind
12. ↑  Rustin "Rust" Cohle
13. ↑  Martin "Marty" Hart
14. ↑  Maggie Hart
15. ↑  Maynard Gilbough
16. ↑  Thomas Papania
17. ↑  Major Ken Quesada
18. ↑  Lisa Tragnetti
19. ↑  Alex DiGerlando
20. ↑  Glory at Sea
21. ↑  Scott Lasser
22. ↑  Raymond "Ray" Velcoro
23. ↑  Frank Semyon
24. ↑  Antigone "Ani" Bezzerides
25. ↑  Officer Paul Woodrugh
26. ↑  Jordan Semyon
27. ↑  David Milch
28. ↑  Graham Gordy
29. ↑  Amelia Reardon
30. ↑  Roland West
31. ↑  Tom Purcell
32. ↑  Lucy Purcell